# Новослупський музей стародавньої свєнтокшиської металургії
Музей стародавньої металургії в Новій Слупі Свєнтокшиського воєводства — музей у Новій Слупі (Кельце). Заклад був філією Музею техніки та промисловості NOT у Варшаві. 8 листопада 2016 року об'єкт було передано муніципалітету Нова Слупя.
Об'єкт був заснований у зв'язку з відкриттям старовинних металургійних печей у Новій Слупі, біля дороги на Свєни-Кшиж. З 1956 року Варшавський музей техніки і промисловості докладає зусиль для організації музейного приміщення, яке одночасно є охоронним павільйоном для розкопок. Заклад відкрито 29 травня 1960 року. У зв'язку з великим інтересом до виставки у 1967—1968 роках будівлю було розширено. Відкриття нових приміщень відбулося у 1968 році, коли музею було присвоєно ім'я Мечислава Радвана — металурга та дослідника стародавньої металургії.
В експозиції музею представлено технологію колишньої Свєнтокшиської металургії (зокрема релікти сиродутного горна), її територіальне поширення та продукцію, отриману історичними методами. Також представлена історія досліджень і розкопок.
Музей працює цілорічно, крім понеділка. Вхід платний.
Заклад є одним із співорганізаторів щорічного заходу на відкритому повітрі, що проводиться в Новій Слупі біля підніжжя Лисої Гори з 1967 року «Dymarki Świętokrzyskie». У 2011 році поблизу музею було відкрито Культурно-археологічний центр у Новій Слупі.